# Грубник, Владимир Юрьевич
Владимир Юрьевич Грубник (укр. Володимир Юрійович Грубник (род. 24 марта 1983, Одесса, УССР, СССР) — украинский хирург, кандидат медицинских наук, активист антимайданного «Одесского подполья», известный взрывом одесского здания СБУ, член клуба рассерженных патриотов, племянник Владимира Владимировича Грубника, профессора Одесского медицинского университета.

## Биография
Закончил Одесский медицинский университет, кандидат медицинских наук, работал хирургом в Одесской больнице № 11, преподавал в университете. Автор нескольких патентов в области медицины.
Был одним из трёх организаторов взрыва 27 сентября 2015 года в одесском здании СБУ, в результате чего никто не пострадал, но повреждения получило само здание СБУ, а также были выбиты стекла в близлежащих домах. По разным данным, мощность взрыва составила от пяти до шести килограммов в тротиловом эквиваленте. Этот взрыв был классифицирован милицией Украины как теракт. 19 октября 2015 года Грубник был арестован, подвергался пыткам. В ходе следствия объяснил свои действия местью за пожар в одесском Доме профсоюзов 2 мая 2014 года, вину за жертвы которого он возложил на украинское правительство. Приговорён к 8 годам лишения свободы за взрыв, а также за подготовку серии терактов. 28 декабря 2019 передан на территорию, контролируемую сепаратистами, в рамках обмена пленными.
В 2020 году ЕСПЧ установил, что Грубника задержали незаконно, а суд при избрании меры пресечения нарушил право на презумпцию невиновности, поскольку это был ещё не приговор.
Создал Telegram канал «ПриZрак Новороссии», где транслирует пророссийскую позицию и проводит активную антиукраинскую деятельность, на сентябрь 2022 канал имел более 155 000 подписчиков. Занимается гуманитарной деятельностью. В 2023 году стал членом Клуба рассерженных патриотов.

## Смотрите также
- Список диверсий и терактов, совершённых в Одесской области в 2014—2015 годах